# Rue Feydeau
Pour les articles homonymes, voir Galerie Feydeau, Théâtre Feydeau, Île Feydeau et Feydeau (homonymie).
Ne doit pas être confondu avec Ernest Feydeau ou Georges Feydeau.
La rue Feydeau est une voie du 2e arrondissement de Paris. 

## Situation et accès

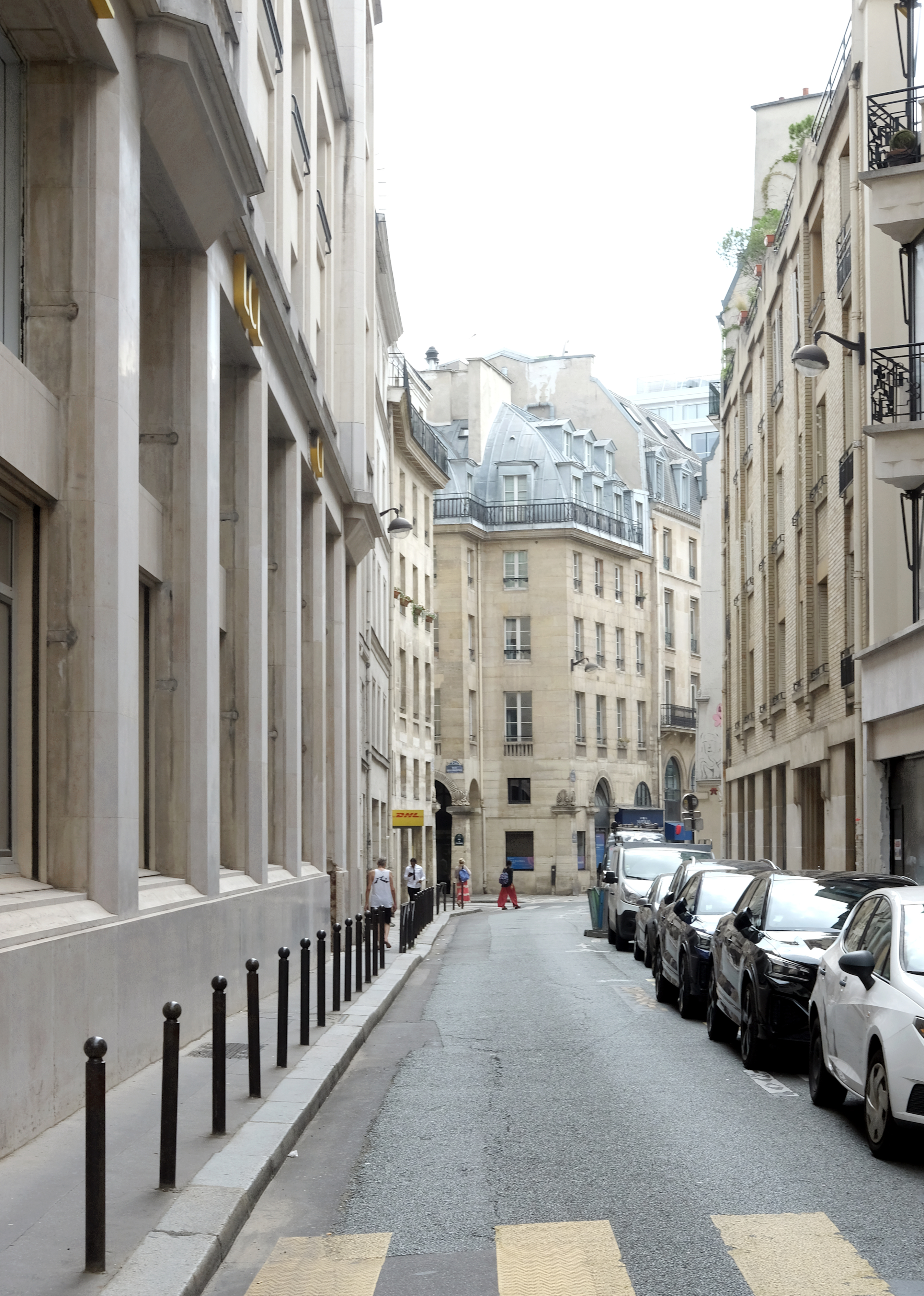
Rue Feydeau vue depuis la rue Vivienne en direction de la rue des Colonnes.

Ce site est desservi par les stations de métro Bourse et Grands Boulevards.

## Origine du nom
De même que la galerie Feydeau, le théâtre ou le passage (disparus depuis les années 1820) du même nom, la rue Feydeau se rapporte à la famille Feydeau, illustre « famille de magistrats et d'officiers royaux » qui a occupé de hautes fonctions aux XVIIe et XVIIIe siècles, et plus particulièrement à la branche des Feydeau de Vaugien, en tant qu'anciens (co)seigneurs indivis du fief parisien de la Grange-Batelière aux XVIIe et XVIIIe siècles, sur le territoire duquel cette rue fut tracée.
Il n'y a pas de lien connu entre cette famille et celle d'Ernest Feydeau et de son fils Georges, écrivains devenus célèbres aux XIXe et XXe siècles.

## Historique
Cette rue tracée en 1650, et qui portait à l'origine le nom de « rue (Neuve) des Fossés Montmartre », est visible sur les plans de Paris sous son nom actuel dès 1713 (plan de Jaillot). Cette rue était par ailleurs déjà appelée « rue Feydeau » dans le Terrier royal de 1705.

## Bâtiments remarquables et lieux de mémoire
- No 12 : siège du journal Le Populaire lequel a accueilli, au lendemain du Congrès de Tours, le siège de la SFIO, et ce jusqu'en 1928[5].

- No 19 : emplacement de l'ancien théâtre Feydeau, ouvert en 1791 sur les jardins de l'hôtel Briçonnet et détruit en 1829

## Pour approfondir